# Irina Czeluszkina
Irina Czeluszkina, ros. Ирина Сергеевна Челушкина, serb. Irina Čeluškina (ur. 1 lutego 1961 w Chersoniu) – ukraińska szachistka, reprezentantka Jugosławii od 1998, następnie Serbii i Czarnogóry, a obecnie Serbii, arcymistrzyni od 1992 roku.

## Kariera szachowa
Pomiędzy 1982 a 1991 r. pięciokrotnie startowała w finałach indywidualnych mistrzostw Związku Radzieckiego. W 1989 r. zajęła III m. (za Zsuzsą Verőci i Alisą Gallamową) w kołowym turnieju w Belgradzie. Dwukrotnie uczestniczyła w turniejach międzystrefowych (eliminacji mistrzostw świata kobiet), zajmując XI (Azow 1990) i dzielone XXII miejsce (Subotica 1991).
Od 1999 r. wielokrotnie brała udział w finałach indywidualnych mistrzostw Jugosławii, Serbii i Czarnogóry oraz Serbii, zdobywając m.in. cztery złote (1999, 2001, 2005, 2006), srebrny (2007) oraz trzy brązowe (2000, 2002, 2009) medale. Była również wielokrotną uczestniczką cyklicznych międzynarodowych kobiecych turniejów w Belgradzie, zwyciężając w 2001 i 2002 r. oraz dzieląc I m. w 2005 (wspólnie z Swietłaną Pietrenko, Gabrielą Olărașu i Ljilją Drljević) oraz 2009 r. (wspólnie z Aną Benderac). W 2008 r. podzieliła II m. (za Milošem Pavloviciem, wspólnie z m.in. Boško Abramoviciem i Dušanem Rajkoviciem) w otwartym turnieju w Belgradzie.
Wielokrotnie reprezentowała Ukrainę, Serbię i Czarnogórę oraz Serbię w rozgrywkach drużynowych, m.in.:
- siedmiokrotnie na olimpiadach szachowych (w latach 1992, 1994, 2000, 2002, 2006, 2008, 2010); medalistka: wspólnie z drużyną – srebrna (1992)[3][4],
- pięciokrotnie na drużynowych mistrzostwach Europy (w latach 1992, 2005, 2007, 2009, 2011); medalistka: wspólnie z drużyną – złota (1992)[5].

Najwyższy ranking w dotychczasowej karierze osiągnęła 1 lipca 2000 r., z wynikiem 2415 punktów zajmowała wówczas 31. miejsce na światowej liście Międzynarodowej Federacji Szachowej.